# Càmera de vídeo sense cinta

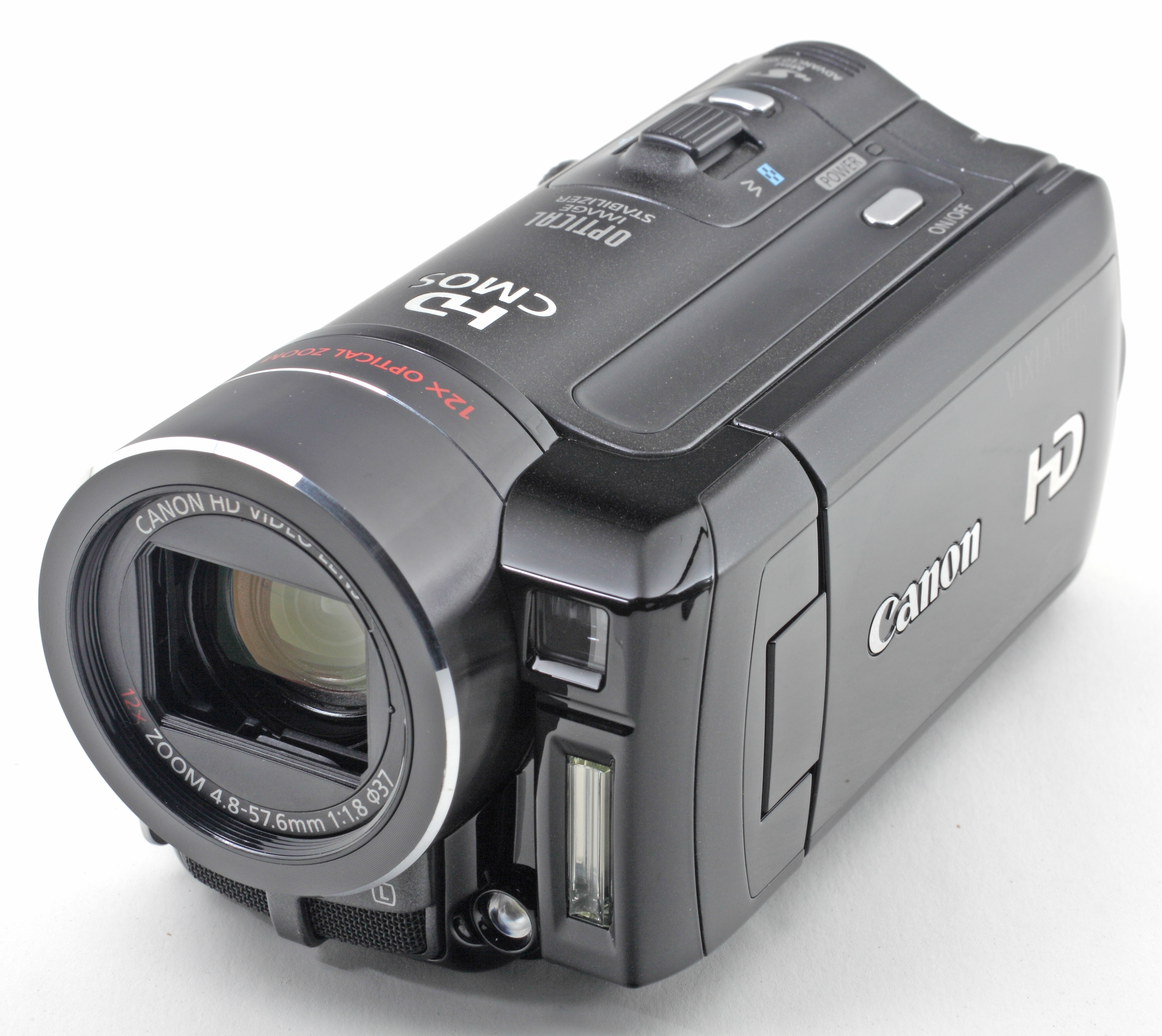
Càmera de vídeo Cànon FullHD - MPEG-2 amb targeta SD

Una càmera de vídeo sense cinta és una càmera de vídeo que no utilitza la clàssica cinta de vídeo per a l'enregistrament digital d'un senyal de vídeo com les del segle xx. Les càmeres de vídeo digitals sense cinta graven el vídeo com un fitxer d'ordinador en dispositius d'emmagatzematge de dades com discos òptics, discos durs i dispositius d'estat sòlid com targetes de memòria flaix.
Les càmeres de vídeo de butxaca usen una targeta de memòria flaix, mentre que algunes càmeres de vídeo més cares utilitzen unitat d'estat sòlid o SSD; una tecnologia flaix similar s'utilitza en les semiprofessionals i d'alta gamma, com les càmeres de vídeo professionals de transferència ultra-ràpida de la televisió d'alta definició (HDTV).
Càmeres de vídeo sense cinta per a ús domèstic utilitzen MPEG-2, MPEG-4, compressió de vídeo o els seus derivats com a formats de video codificat. Normalment són capaços de capturar també imatges en format JPEG.
Aquestes càmeres de vídeo sense cinta inclouen un port USB per transferir vídeo a un ordinador. Els models professionals inclouen altres opcions com una interfície digital sèrie (SDI) o HDMI. Algunes càmeres de vídeo sense cinta estan equipades amb un port FireWire (IEEE-1394) per assegurar la compatibilitat amb els formats DV i HDV, basats en cinta magnètica.

## Cronologia

### Càmeres de vídeo amb DVD
Les càmeres de vídeo utilitzant un suport d'enregistrament en DVD van ser populars en les albors del segle XXI a causa de la conveniència de generar directament un disc DVD reproduïble directament a casa.
La capacitat del DVD, a causa de les limitacions del format, està en gran part limitada als equips a nivell de consumidor dirigit a persones no propenses a esmerçar una gran quantitat d'esforç en editar vídeos del seu material arxivat.

### JVC Everio GZ-MG30
La càmera de vídeo JVC GZ-MG30 va ser la primera a portar un disc dur integrat de 20 o 30 GB (segons model) podent gravar fins a 37 hores de vídeo digital. No necessita cintes ni discos i cap al palmell de la mà. Després de gravats, es poden transferir els fitxers a altres dispositius A / V de vídeo compost, S-Video o l'ordinador a través de la interfície USB 2.0 d'alta velocitat. Té una "pantalla LCD de 2,5 per a visualitzar imatges en gravar o en reproduir. Zoom òptic 25x i un zoom digital fins 800X.

Els beneficis de la gravació de vídeo en un disc dur són els mateixos beneficis que han tingut els reproductors d'àudio basats en disc dur amb accés aleatori molt populars per localitzar ràpidament material desitjat, i amb la capacitat d'eliminar fàcilment el material no desitjat, reorganitzant com es vulgui la seqüència de reproducció.

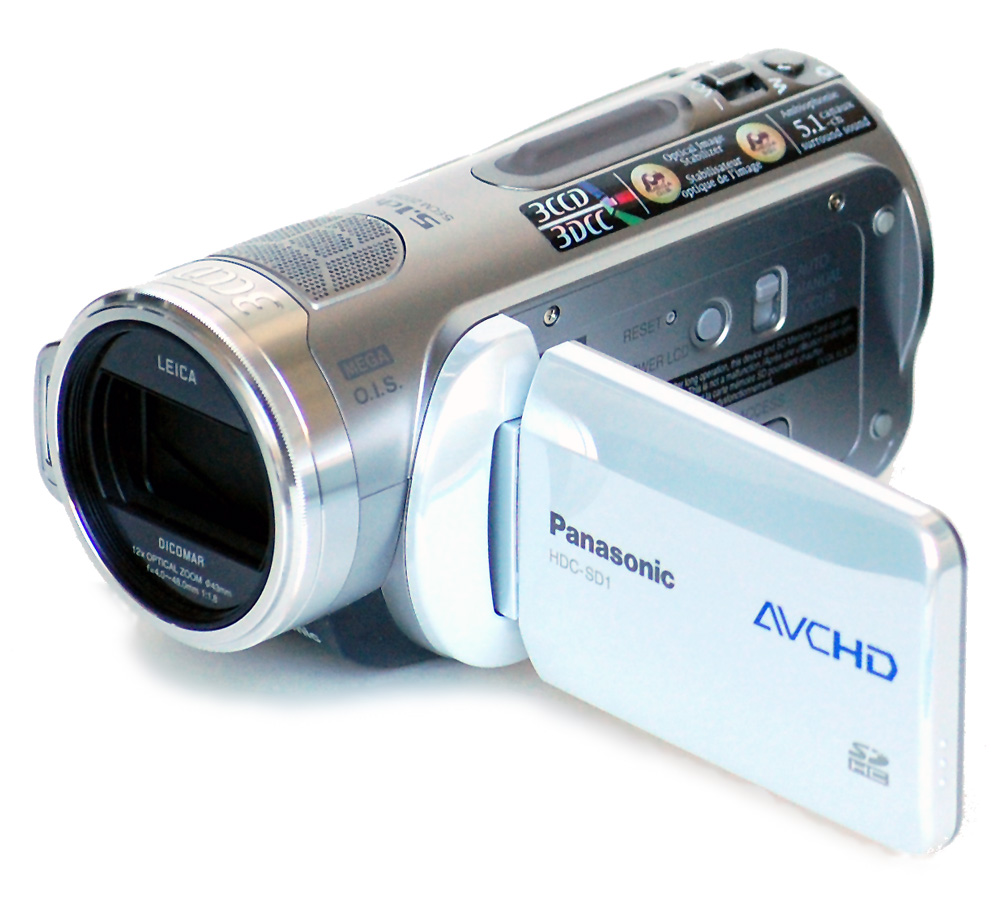
Panasonic HDC-SD1 AVCHD

### HDC-DX1, HDC-SD1
Els models HDC-DX1 i el HDC-SD1 van ser els primers càmeres de vídeo Panasonic AVCHD, llançada el 2007. La HDC-DX1 grava en un DVD de 8 cm amb una velocitat de dades màxima de 12 Mbit / s,
La HDC-SD1 grava en una targeta de memòria SDHC amb velocitat de dades màxima de 13 Mbit / s. La HDC-SD1 va ser el primera càmera de vídeo de gran públic, a gravar alta definició sobre un suport d'estat sòlid (SDHC). Tots dos models oferien la possibilitat de gravar so Dolby Digital 5.1.

## XDCAM

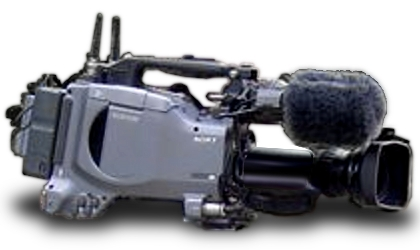
XDCAM Camcorder (DVCAM) PDW-510

Són una sèrie de productes per a enregistrament de vídeo utilitzant mitjans no lineals, introduïts per Sony el 2003. Existeixen quatre línies de productes diferents — XDCAM SD, XDCAM HD, XDCAM EX i XDCAM HD422 —difereixen en els tipus de codificador utilitzat, la grandària de la imatge, el tipus de contenidor i en els suports d'enregistrament.